# Cầu mây tại Đại hội Thể thao Đông Nam Á 2009
Cầu mây tại Đại hội Thể thao Đông Nam Á năm 2009 được tổ chức tại LAO International Trade Exhibition and Convention Centre – ITECC Hall 1, thành phố Viêng Chăn, Lào, trong khuôn khổ lễ khai mạc SEA Games lần thứ 25 diễn ra từ ngày 8 đến 18 tháng 12.
Nội dung thi đấu bao gồm các thể thức cơ bản như regu, regu đôi, hoop takraw (ném vòng) và regu đồng đội dành cho cả nam và nữ

## Bảng huy chương
| Hạng               | Đoàn               | Vàng | Bạc | Đồng | Tổng số |
| ------------------ | ------------------ | ---- | --- | ---- | ------- |
| 1                  | Thái Lan (THA)     | 5    | 1   | 0    | 6       |
| 2                  | Myanmar (MYA)      | 3    | 1   | 1    | 5       |
| 3                  | Việt Nam (VIE)     | 0    | 4   | 0    | 4       |
| 4                  | Lào (LAO)          | 0    | 1   | 4    | 5       |
| 5                  | Malaysia (MAS)     | 0    | 1   | 1    | 2       |
| 6                  | Indonesia (INA)    | 0    | 0   | 5    | 5       |
| 7                  | Philippines (PHI)  | 0    | 0   | 4    | 4       |
| Tổng số (7 đơn vị) | Tổng số (7 đơn vị) | 8    | 8   | 15   | 31      |

## Tóm tắt kết quả

### Nam
| Nội dung | Vàng | Bạc | Đồng |
| -------- | --- | --- | --- |
| Regu     | Thái Lan · Kriangkrai Kaewmian · Pattarapong Yupadee · Anuwat Chaichana | Lào · Daovy Savavongsay · Thittavanh Bounpaseuth · Champiane Somamaving                                                                         | Malaysia · Mohd Syafiq · Noor Azman · Norshahruddin                                                                                               |
| Regu     | Thái Lan · Kriangkrai Kaewmian · Pattarapong Yupadee · Anuwat Chaichana | Lào · Daovy Savavongsay · Thittavanh Bounpaseuth · Champiane Somamaving                                                                         | Philippines · Metodio Suico Jr · Quirante Marbie · Saavedra Gene Mark                                                                             |
| Đôi      | Myanmar · Si Thu Lin · Zaw Lat · Aung Cho Myint | Việt Nam · Trần Quang Khải · Lê Tiến Dũng · Liêu Bá Tùng                                                                                        | Lào · Thittavanh Bounpaseuth · Champiane Somamaving · Vilaysack Nanthavo                                                                          |
| Đôi      | Myanmar · Si Thu Lin · Zaw Lat · Aung Cho Myint | Việt Nam · Trần Quang Khải · Lê Tiến Dũng · Liêu Bá Tùng                                                                                        | Philippines · Metodio Suico Jr · Aleta Junmar · Saavedra Gene Mark                                                                                |
| Hoop     | Thái Lan · Chaiya Wattano · Saharat Uonompai · Wattana Jaiyen · Narachai Chumeungkusol · Ekachai Masuk · Thanaiwat Yoosuk                                                                     | Myanmar · Thein Zaw Min · Than Zaw Oo · Aung Hlaing Moe · Maung Maung Sein · Aung Zaw · Aung Kyaw Moe                                           | Indonesia · Suko Hartono · Wisnu Dwi · Yudi Purnomo · Sugeng Arifin · Miftakhul Arief · Rohman Hidayat                                            |
| Hoop     | Thái Lan · Chaiya Wattano · Saharat Uonompai · Wattana Jaiyen · Narachai Chumeungkusol · Ekachai Masuk · Thanaiwat Yoosuk                                                                     | Myanmar · Thein Zaw Min · Than Zaw Oo · Aung Hlaing Moe · Maung Maung Sein · Aung Zaw · Aung Kyaw Moe                                           | Philippines · Danilo Alipan · Joel Carbonilla · Harrison Castanares · Metodio Suico Jr · Jerome Vendiola · Hector Memarion                        |
| Đồng đội | Thái Lan · Suriyan Peachan · Suebsak Phunsueb · Pornchai Kaokaew · Pattarapong Yupadee · Anuwat Chaichana · Kriangkrai Kaewmian · Somporn Jaisinghol · Singha Somsakul · Panomporn Aiemsa-ard | Malaysia · Mohd Hamikhairi · Mohd Syafiq · Muhammad Syazwan · Ahmad Sufi · Farhan Adam · Norshahruddin · Mohamad Fazil · Mohd Hafizie · Shahril | Indonesia · Suko Hartono · Wisnu Dwi · Yudi Purnomo · Muhammad Nasrum · Hendra Pago · Sugeng Arifin · Saiful Rijal · Abrian Sihab · Suam Sul Hadi |
| Đồng đội | Thái Lan · Suriyan Peachan · Suebsak Phunsueb · Pornchai Kaokaew · Pattarapong Yupadee · Anuwat Chaichana · Kriangkrai Kaewmian · Somporn Jaisinghol · Singha Somsakul · Panomporn Aiemsa-ard | Malaysia · Mohd Hamikhairi · Mohd Syafiq · Muhammad Syazwan · Ahmad Sufi · Farhan Adam · Norshahruddin · Mohamad Fazil · Mohd Hafizie · Shahril | Myanmar · Zaw Lat · Zaw Zaw Htet · Thein Zaw Min · Khaw Thi Ha Oo · Yar Zar Htun · Si Thu Lin · Aung Cho Myint · Aung Myo Swe · Khaw Soe Win      |

### Nữ
| Nội dung | Vàng | Bạc | Đồng |
| -------- | --- | --- | --- |
| Regu     | Thái Lan · Nitinadda Kaewkamsai · Areerat Takan · Tidawan Daosakul | Việt Nam · Lưu Thị Thanh · Nguyễn Hải Thảo · Nguyễn Thị Bích Thùy | Lào · Malee Matmanivong · Koy Xayavong · Chanlakhone Inthavongsa |
| Regu     | Thái Lan · Nitinadda Kaewkamsai · Areerat Takan · Tidawan Daosakul | Việt Nam · Lưu Thị Thanh · Nguyễn Hải Thảo · Nguyễn Thị Bích Thùy | Indonesia · Hasmawati Umar · Nur Qadri Yanti · Lena |
| Đôi      | Myanmar · Kyu Kyu Thin · May Zin Phyo · Phyu Phyu Than | Thái Lan · Waree Nantasing · Sasiwimol Janthasit · Tidawan Daosakul | Lào · Malee Matmanivong · Koy Xayavong · Mithananh Bounpaseath |
| Đôi      | Myanmar · Kyu Kyu Thin · May Zin Phyo · Phyu Phyu Than | Thái Lan · Waree Nantasing · Sasiwimol Janthasit · Tidawan Daosakul | Indonesia · Hasmawati Umar · Jumasiah · Lena |
| Hoop     | Myanmar · Naing Naing Win · Kyu Kyu Thin · Su Tin Zar Naing · Nwe Nwe Htwe · Phyu Phyu Than · May Zin Phyo                                                                         | Việt Nam · Trần Thị Thu Hằng · Nguyễn Thị Hoa · Nguyễn Thị Minh Trang · Nguyễn Thái Linh · Cao Thị Yên · Nguyễn Thị Quyên                                                         | Indonesia · Alberthin Suryani · Jumasiah · Nur Qadri Yanti · Dini Mitasari · Hasmawati Umar · Lena |
| Hoop     | Myanmar · Naing Naing Win · Kyu Kyu Thin · Su Tin Zar Naing · Nwe Nwe Htwe · Phyu Phyu Than · May Zin Phyo                                                                         | Việt Nam · Trần Thị Thu Hằng · Nguyễn Thị Hoa · Nguyễn Thị Minh Trang · Nguyễn Thái Linh · Cao Thị Yên · Nguyễn Thị Quyên                                                         | Philippines · Deseree Autor · Irene Apdon · Gelyn Evora · Sarah Jean Catain · Rhea Padrigo |
| Đồng đội | Thái Lan · Sunthari Rupsung · Nisa Thanaattawut · Areerat Takan · Tidawan Daosakul · Chotika Boonthong · Phikun Seedam · Kaewjai Pumsawangkaew · Wanwisa Jankaen · Payom Srihongsa | Việt Nam · Thạch Thị Mỹ Linh · Trương Thị Vân · Lại Thị Huyền Trang · Nguyễn Hải Thảo · Nguyễn Thị Bích Thùy · Lưu Thị Thanh · Lê Thị Hạnh · Nguyễn Thị Thúy An · Nguyễn Bạch Vân | Lào · Philavanh Chanthasili · Sonsavanh Keosoulya · Valinna Keomanivong · Mithananh Bounpaseath · Koy Xayavong · Chanlakhone Inthavongsa · Bounlai Silivanh · Damdouane Lattanavongsa · Khampha Chaleunsy |